# Cardiffska metropolitanska stolnica
Metropolitanska stolnica svetega Davida, znana tudi kot Stolnica svetega Davida v Cardiffu, je rimskokatoliška stolnica v središču mesta Cardiff, Wales, in je središče katoliške nadškofije v Cardiffu. Je na Charlesovi ulici in je osrednja točka  katoliškega življenja v Cardiffu in državi kot celoti. To je ena od le treh katoliških stolnic v Veliki Britaniji, ki je povezana z zborovsko šolo. 

## Zgodovina
Prvotna cerkev je bila zgrajena leta 1842 za 2124 £ po zbiranju sredstev v Walesu in na Irskem ter donaciji lady Catherine Eyre iz Batha.  Cerkev je bila na Davidovi ulici v Cardiffu in je bila na željo Catherine Eyre posvečena zavetniku Walesa, svetemu Davidu.  
Sedanjo stavbo so zasnovali arhitekti pri Pugin in Pugin ter je bila zgrajena 1884–87.  To je glavna katoliška cerkev v Cardiffu in je postala sedež rimskokatoliške nadškofije Cardiff leta 1916. Leta 1920 je bila razglašena za stolnico nove nadškofije Cardiff.
Stolnica je bila poškodovana med drugo svetovno vojno zaradi bombardiranja marca 1941, ko so zažigalne bombe predrle streho. Leta 1950 je bila obnovljena in predelana pod nadzorom F. R. Bates, Son and Price in ponovno odprta marca 1959.

## Arhitektura in vloga
Stolnica je enoladijska dvoranska cerkev z odprto leseno streho in kratkim, ravno zaprtim korom, strogih oblik zgodnje angleške gotike. Obokom v ladji so dodane stranske kapele z obokanimi odprtinami. Portalno fasado obdaja na južni strani visok kvadratni zvonik.
Izvirne opreme je malo. Dopolnjena je bila po vojni in po vatikanskem koncilu. 

## Župnija
Stolnici v Cardiffu je pridružena Catholic Truth Society, kjer je mogoče kupiti liturgične predmete, vključno molitvenike, sveče in kipe katoliških svetnikov.